# Stockholm Soccer Cup
Stockholm Soccer Cup var en stor internationell ungdomsturnering i fotboll. Turneringen hade premiär 1987. 

## Incidenter
1989 begärde en distriktsdomstol i Stockholm två brasilianska spelare anhållna för att ha sparkat en domare under en semifinal.

### Fotnoter
1. ↑  ”Ansökan om fortsatt stöds för utveckling av internationella idrottsspel för ungdom”. Insyn Sverige. 8 mars 2007. http://insynsverige.se/documentHandler.ashx?did=115544. Läst 27 oktober 2013.
2. ↑  ”Boxing: John Mugabi won the World Boxing Council super...” (på engelska). Chicago Tribune. 8 juli 1989. Arkiverad från originalet den 29 oktober 2013. https://web.archive.org/web/20131029194500/http://articles.chicagotribune.com/1989-07-09/sports/8902160295_1_referee-kaari-grundstrom-world-boxing-championship-boxing-comeback. Läst 27 oktober 2013.